# 484 (szám)
A 484 (római számmal: CDLXXXIV) egy természetes szám, négyzetszám, a 22 négyzete.

## A szám a matematikában
A tízes számrendszerbeli 484-es a kettes számrendszerben 111100100, a nyolcas számrendszerben 744, a tizenhatos számrendszerben 1E4 alakban írható fel.
A 484 páros szám, összetett szám, azon belül négyzetszám, kanonikus alakban a 22 · 112 szorzattal, normálalakban a 4,84 · 102 szorzattal írható fel. Kilenc osztója van a természetes számok halmazán, ezek növekvő sorrendben: 1, 2, 4, 11, 22, 44, 121, 242 és 484.
Tizenkilencszögszám.
A 484 négyzete 234 256, köbe 113 379 904, négyzetgyöke 22, köbgyöke 7,85142, reciproka 0,0020661. A 484 egység sugarú kör kerülete 3041,06169 egység, területe 735 936,92866 területegység; a 484 egység sugarú gömb térfogata 474 924 631,3 térfogategység.